# Panormos (Kreta)
Panormos (griechisch Πάνορμος (m. sg.)) ist ein Dorf in der Gemeinde Mylopotamos, Bezirk Geropotamos, in der ehemaligen Präfektur Rethymno. Es liegt an der Nordküste von Kreta, am Kretischen Meer, rund 25 Kilometer östlich von Rethymno.
Die Wurzeln dieses Dorfes reichen bis in die minoische Zeit zurück, als Panormos der Hafen der minoischen Siedlung Eleutherna war. Im Dorf selbst finden sich einige Überreste der venezianischen Hafenbefestigung (zum großen Teil unter der Betonmole verschwunden). Aus frühchristlicher Zeit stammen die Überreste einer Basilika, die der Heiligen Sophia geweiht war.
Bis in die 1930er Jahre war Panormos ein bedeutender Handelsplatz, von dem aus der gesamte Bezirk Milopotamos mit Handelsgütern versorgt wurde. Aus dieser Zeit stammen die etwa 25 denkmalgeschützten, neoklassizistischen Häuser. Das vermutlich älteste laut Inschrift über dem Portal von 1871 gehörte einem türkischen Händler.

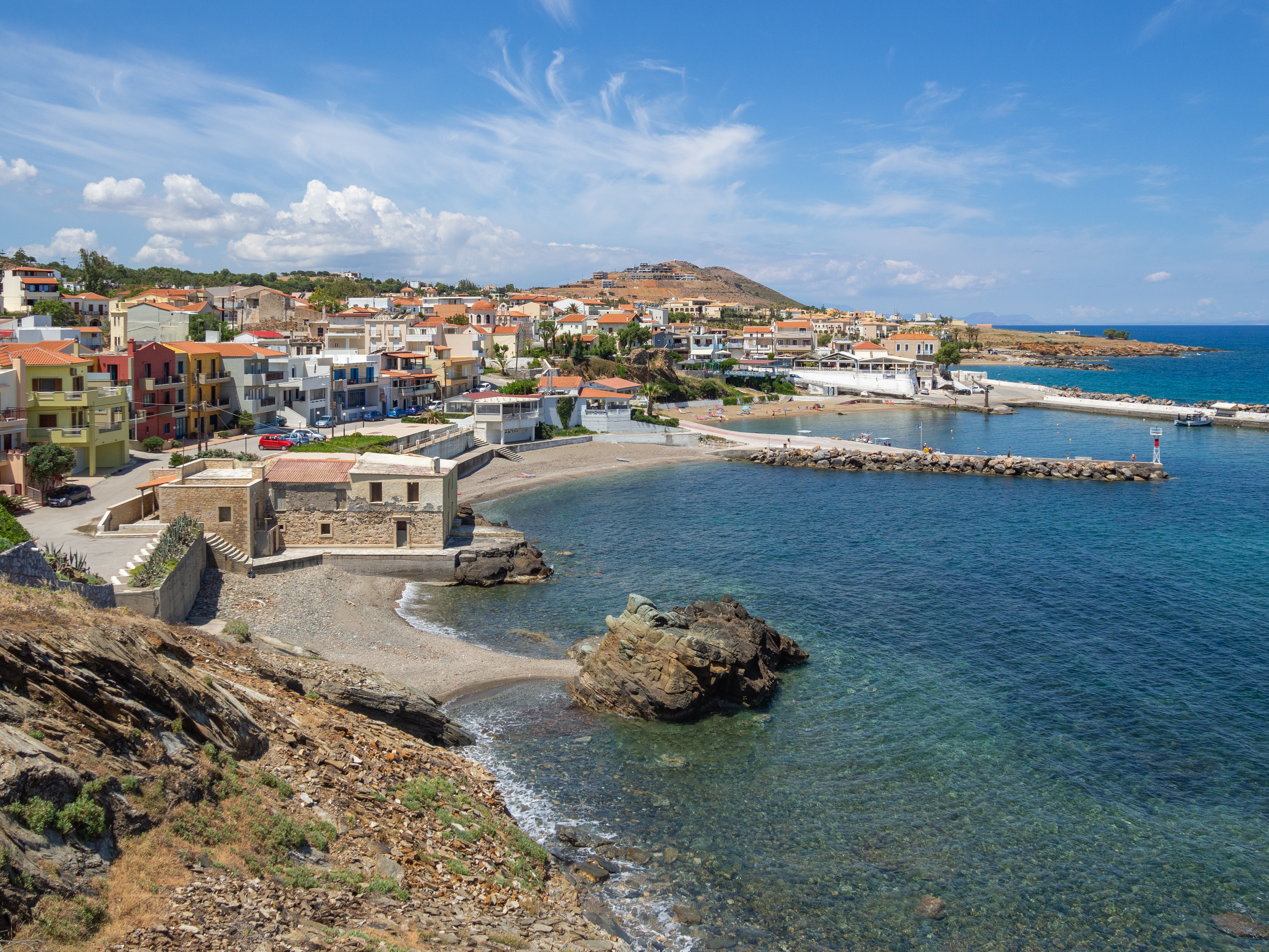
Der Hafen von Panormos